# متروی مینسک
متروی مینسک (بلاروسی: Мінскі метрапалітэн) سیستم قطارشهری زیرزمینی در شهر مینسک، بلاروس است.
این مترو که در تاریخ ۳۰ ژوئن ۱۹۸۴ تأسیس شده دارای ۲ خط، ۲۹ ایستگاه و ۳۷٫۳ کیلومتر طول می‌باشد.

## نقشه

نقشه متروی مینسک از سال ۱۹۸۴ تاکنون

## خط‌ها
| # | نام            | افتتاح | طول          | ایستگاه‌ها |
| - | -------------- | ------ | ------------ | --------- |
| ۱ | Maskoŭskaja    | ۱۹۸۴   | ۱۹-۱ کیلومتر | ۱۵        |
| ۲ | Aŭtazavodskaja | ۱۹۹۰   | ۱۸.۱ کیلومتر | ۱۴        |
|   | مجموع          |        | ۳۷.۳ کیلومتر | ۲۹        |